# M16C

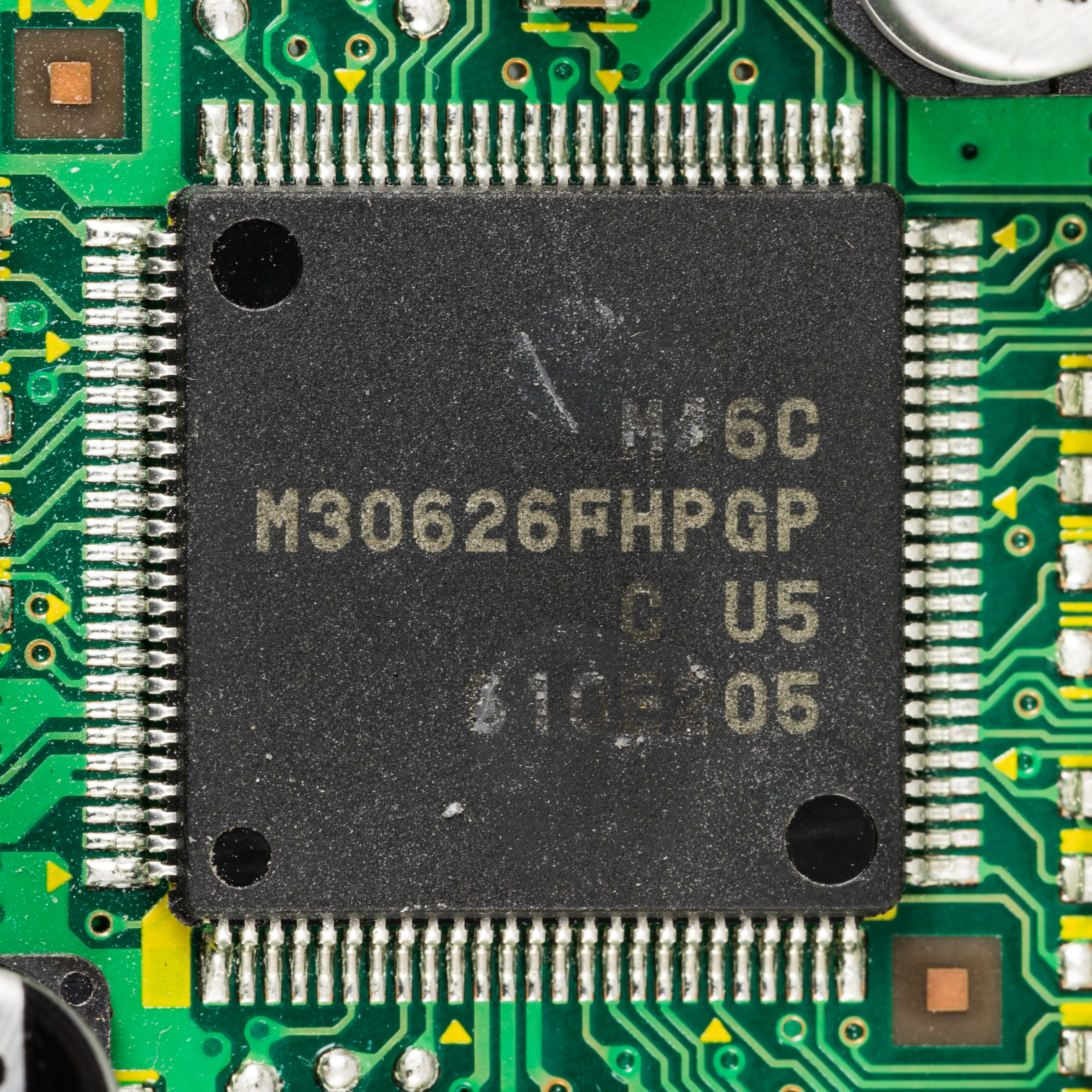
M16C

Le Renesas M16C est un microcontrôleur 16 bits, CISC embarqué conçu et produit à l'origine par Mitsubishi Electric Corporation.